# Dejan Vokić
Dejan Vokić, slovenski nogometaš, * 12. junij 1996, Ljubljana.
Vokić je profesionalni nogometaš, ki igra na položaju vezista. Od leta 2023 je član slovenskega kluba Radomlje. Ped tem je igral za slovenske klube Maribor, Krško, Veržej in Triglav Kranj, poljski Zagłębie Sosnowiec ter italijanske Pescaro, Pordenone in Benevento. Skupno je v prvi slovenski ligi odigral 25 tekem. Z Mariborom je osvojil naslov slovenskega državnega prvaka v sezoni 2014/15 in slovenski pokal leta 2016. Bil je tudi član slovenske reprezentance do 19 in 21 let.